# Bubiyan

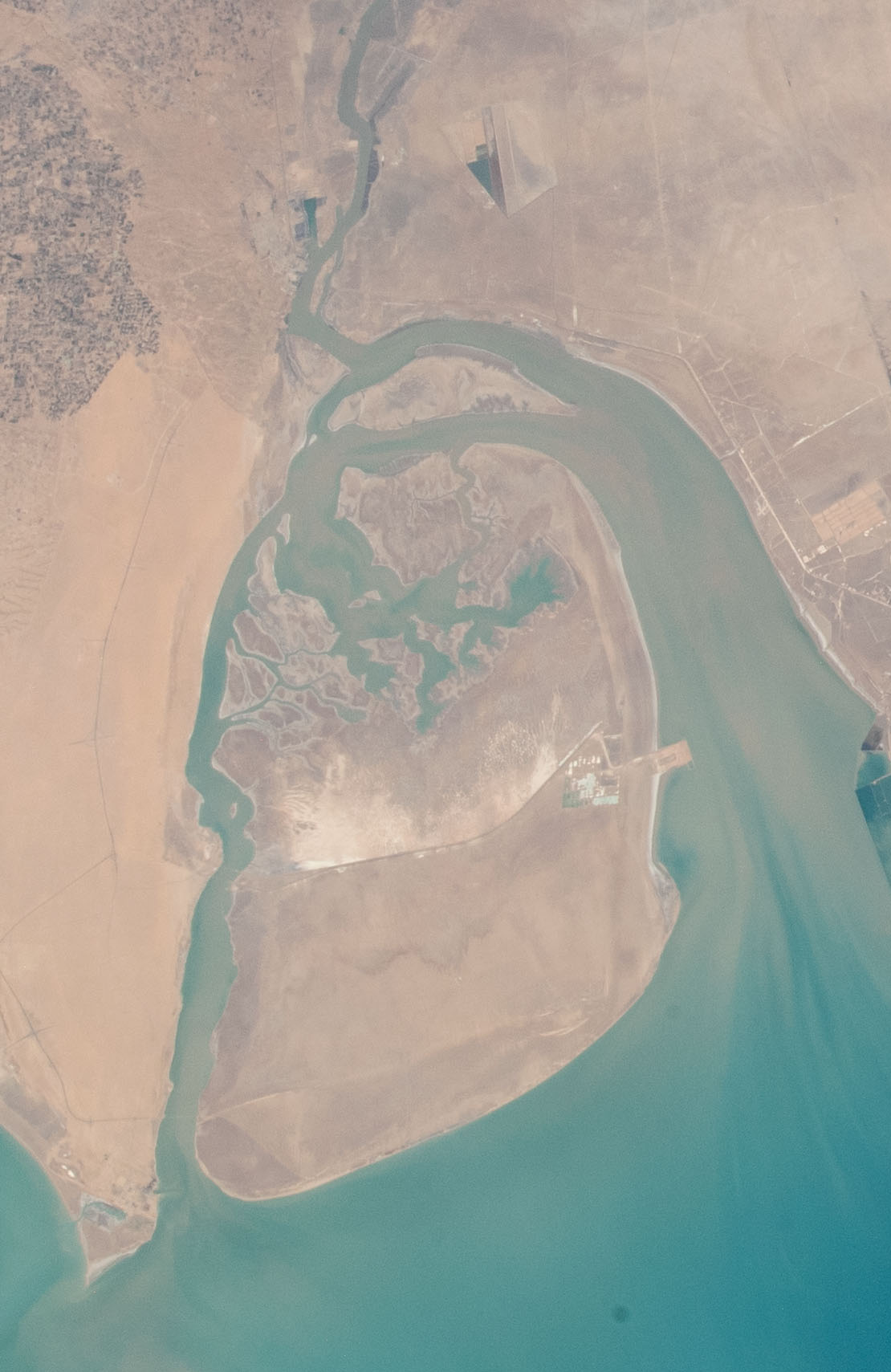
Vue depuis la station spatiale internationale en 2022.

L'île de Bubiyan (en arabe جزيرة بوبيان, se prononce Boubiyane) est la plus grande île de la côte koweïtienne avec une superficie de 863 km2 situé dans le golfe Persique à proximité immédiate du continent.

## Historique
Lorsque les frontières avec l'Irak sont définies par les accords d'Akir de 1922-1923, huit îles dont Bubiyan sont rattachées au Koweït. Elle n'est alors occupée que par quelques villages de pêcheurs.
Un pont autoroutier de 2 380 mètres de long fut construit par Bouygues Construction pour relier l'île au continent entre 1981 et 1983. Durant la guerre du golfe de 1990-1991, ce pont fut partiellement détruit puis reconstruit en 1995.

## Port Mubarak Al Kabeer
En novembre 2004, la construction du port pour conteneurs et d'une zone de libre échange nommée port Mubarak Al Kabeer (MAK) débute sur cette île. En avril 2010, la première phase de ce projet est terminée et la seconde démarre. La capacité annuelle annoncée est de 2,4 millions équivalent vingt pieds. Les travaux sont suspendus, en avril 2014, depuis mi-2012 à la suite d'un différend diplomatique avec l'Irak mais devrait reprendre. En effet, en juillet 2013, le ministère des Travaux publics koweïtien a signé un contrat pour réaliser une étude de faisabilité d'un profond canal de navigation en eau de 40 km pour le développement du port sur l'île de Bubiyan. À partir d'août 2013, l'étude de faisabilité est prévue pour 11 mois.
Les travaux de traitement des sols et la construction d’un pont routier ont été achevés en 2017. Le contrat, d’une valeur de 449 millions de dollars, avait été attribué en 2006 à une équipe de China Harbour Engineering, d’Oman's Galfar Engineering et du Gulf Dredging local.
La construction d'un terminal à conteneurs et de 16 postes à quai a été achevée en 2014.
Onze entrepreneurs ont soumissionné en 2018 la construction d'une route reliant la première phase du port de Mubarak al-Kabeer à une route existante sur l'île de Bubiyan.